# Vasilij Bezekirskij

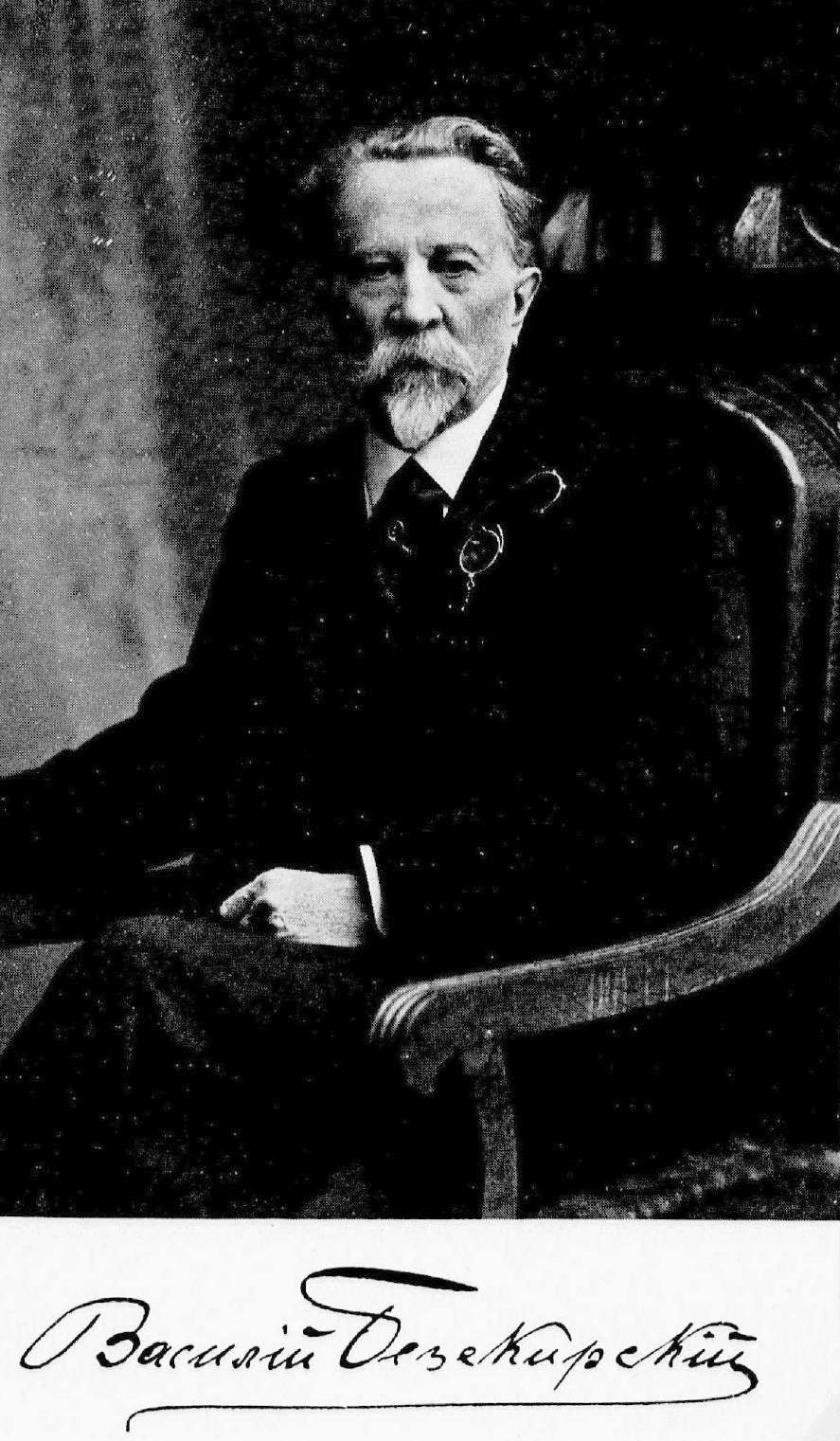
Vasilij Bezekirskij

Vasilij Vasil'evič Bezekirskij (in russo Васи́лий Васи́льевич Безеки́рский?; Mosca, 26 gennaio 1835 – Mosca, 8 novembre 1919) è stato un violinista e docente russo.

## Biografia
Figlio di un costruttore di strumenti, Bezekirskij iniziò lo studio del violino all’età di 12 anni e nel 1850 entrò a far parte dell’Orchestra del Teatro Bol'šoj. Trasferitosi nel 1858 a Bruxelles, studiò con Hubert Léonard. Tornato a Mosca, Bezekirskij divenne la spalla dell’Orchestra del Bol'šoj a più riprese dal 1861 al 1891. Nel 1868 eseguì il proprio Concerto per violino al Gewandhaus di Lipsia e nel periodo 1868-71 si esibì in diverse tournée in Europa. Dal 1871 Bezekirskij si dedicò all'attività didattica a Mosca, e per un decennio dal 1882 fu professore all’Accademia Filarmonica di Mosca. 
Nel 1903 Bezekirskij si trasferì a San Pietroburgo dove insegnò nella scuola di musica di Yevgeny Rapgof. Virtuoso del violino, Bezekirskij fu anche un esecutore con la viola d’amore; fra i suoi migliori allievi si possono menzionare Karol Gregorowicz e Aleksey Yan′shinov. Besekirski ebbe un figlio (anche lui chiamato Vasilij) che intraprese la carriera del padre.
Negli ultimi anni della sua vita Bezekirskij diradò l'attività concertistica e si dedicò alla composizione. Bezekirskij compose diversi pezzi per violino e composizioni orchestrali, tra cui una suite, un’ouverture da concerto. Fece un arrangiamento per violino e pianoforte del Valse-scherzo op. 34 di Čajkovskij, curò la revisione delle Sonate e Partite di Bach e compose le cadenze per i Concerti di Beethoven, Brahms e per il Concerto n. 1 di Paganini.